# Fortaleza de Arad
La Fortaleza de Arad es un sistema de fortificación construido en la ciudad de Arad, en la orilla izquierda del río Mureș en el siglo XVIII por orden directa de la emperatriz de los Habsburgo María Teresa. La fortaleza se encuentra hoy en día en el barrio de Subcetate de la ciudad, en la antigua frontera militar entre el Imperio de los Habsburgo y el Imperio Otomano. La fortaleza ha sido utilizada durante su existencia como guarnición militar, prisión militar y hoy es la sede del Batallón Mixto Rumano-Húngaro desde 1999.

## Edificio de la fortaleza
Tras las victorias de la Liga Santa en la Batalla de Viena y la victoria de los Habsburgo en la segunda Batalla de Mohács, la ciudad de Arad fue liberada del dominio otomano. Después del Tratado de Karlowitz, toda la ciudad de Arad se encontraba en la región fronteriza del Imperio de los Habsburgo y por lo tanto, de importancia crítica para la Corte de Viena, ya que se convirtió en un punto central de la administración de la Frontera Militar hasta 1751. El emplazamiento estratégico de la ciudad determinó al príncipe Eugenio de Saboya, a reconstruir y mejorar la antigua fortaleza rectangular construida por los turcos, en la orilla derecha del río, pero después de consultar con la emperatriz, se tomó la decisión de no reconstruir la antigua fortaleza, sino de erigir un nuevo y ampliamente mejorado complejo fortificado en la península situada justo al sur de la ciudad.
El proyecto se hizo según los planes del general y arquitecto austriaco Ferdinand Philipp von Harsch, teniendo la forma de una estrella con seis esquinas, construida con tres filas de fortines subterráneos y varias trincheras, que en el pasado se podían inundar. La construcción duró de 1763 a 1783, la de construcción se hizo con miles de prisioneros y con costes de 3 millones de Gulden. La puerta de entrada principal y los edificios del interior de la fortaleza se construyeron en estilo barroco. En el interior de la fortaleza hay una iglesia católica, y en los edificios de la iglesia que la rodean se alojaron frailes franciscanos, bajo el patrocinio de San Juan de Capistrano. Los últimos cuatro monjes vivieron en la fortaleza hasta 1861. Hoy en día, la iglesia y los edificios adyacentes están más o menos en estado de abandono.

## Historia
Tras su finalización, la fortaleza formó parte del sistema interior de fortificaciones que protegía las regiones exteriores del imperio, para posibles conflictos en la zona, como con las fortificaciones de Oradea y Timișoara. A partir de 1794, la fortaleza se utilizó como prisión militar, donde fueron encarcelados 1.200 soldados franceses. Durante la Revolución Húngara de 1848-1849, la fortaleza desempeñó un papel clave, ya que fue asediada por el ejército republicano húngaro durante nueve meses hasta que fue finalmente ocupada en junio de 1849. Tras sólo 46 días, el ejército de los Habsburgo volvió a ocupar la fortaleza y la utilizó en parte como prisión militar para más de 500 oficiales. La mayoría de los prisioneros fueron condenados a muerte. Entre ellos se encontraban los 13 generales del ejército republicano que fueron ejecutados el 6 de octubre, fuera de los muros exteriores del este de la fortaleza, y que hoy se consideran mártires. En 1852, el emperador Francisco José I visitó la fortaleza y ordenó algunos indultos. Uno de los prisioneros más importantes que estuvo preso en la fortaleza fue el revolucionario rumano Eftimie Murgu.
Durante la Primera Guerra Mundial, miles de soldados y civiles serbios de Bosnia-Herzegovina fueron recluidos aquí en un campo improvisado fuera del fuerte. De todas las personas encarceladas aquí, 4.317 murieron a causa del tifus y los malos tratos. Fueron enterrados en varias fosas comunes en el cementerio de Pomenirea. En la entrada de la fortaleza se ha colocado una placa en su honor.
El prisionero más célebre de la fortaleza de Arad fue sin duda Gavrilo Princip, quien el 28 de junio de 1914 asesinó en Sarajevo al heredero al trono de Austria-Hungría, el archiduque Francisco Fernando y a su esposa, Sofía, hecho que provocó el estallido de Primera Guerra Mundial. En una interpelación al parlamento húngaro en Budapest durante 1917, Ștefan Cicio Pop, diputado del Partido Nacional Rumano, advirtió sobre las condiciones inhumanas en las que se recluía a los prisioneros en la fortaleza de Arad .
Después de la Primera Guerra Mundial, la fortaleza fue ocupada por tropas aliadas serbias y francesas bajo el mando de Francia, hasta julio de 1919, cuando fue entregada al ejército rumano. En el periodo de entreguerras, la fortaleza fue guarnición del Regimiento de Infantería 93 de la 1.ª División de Infantería Rumana. Tras el armisticio entre Rumanía y la Unión Soviética, firmado en Moscú el 12 de septiembre de 1944, la ciudad y la guarnición de Arad fueron ocupadas por el Ejército Rojo soviético. La guarnición de la ciudad siguió siendo una unidad de tanques soviéticos hasta 1958, cuando el Ejército Rojo se retiró, dejando paso al Ejército rumano. En la actualidad, la fortaleza alberga un batallón mixto rumano-húngaro de mantenimiento de la paz, operativo desde 1999.